# Michaël Dudok de Wit
Michaël Dudok de Wit (ur. 15 lipca 1953 w Abcoude) – holenderski reżyser i scenarzysta filmów animowanych; również ilustrator książek. Mieszka i tworzy w Londynie.
Jego krótkometrażowa animacja Mnich i ryba (1994) była nominowana do Oscara i zdobyła Cezara. Kolejna krótkometrażówka, Ojciec i córka (2000), przyniosła reżyserowi Nagrodę BAFTA oraz Oscara za najlepszy krótkometrażowy film animowany.
Pełnometrażowa animacja Czerwony żółw (2016) zdobyła Nagrodę Jury w sekcji "Un Certain Regard" na 69. MFF w Cannes. Była również nominowana do Oscara i Europejskiej Nagrody Filmowej.